# ليزلي فريزر
ليزلي فريزر (بالإنجليزية: Leslie Frazier)‏ هو لاعب كرة قدم أمريكية أمريكي، ولد في 3 أبريل 1959 في كولومبوس في الولايات المتحدة.

## وصلات خارجية
- ليزلي فريزر على موقع مرجع كرة القدم المحترفة.كوم (الإنجليزية)
- ليزلي فريزر على موقع قاعة ميسيسيبي للمشاهير الرياضية (الإنجليزية)